# Josef Hečko
Josef Hečko, též Heczko (19. listopadu 1907 Vyšní Lhoty – 28. listopadu 1969 Praha) byl český a československý odbojář, politik Komunistické strany Československa, poúnorový funkcionář Svazarmu a poslanec Národního shromáždění ČSSR a Sněmovny lidu Federálního shromáždění. Za německé okupace užíval krycí jméno Hora.

## Biografie
Narodil se v rodině Paula Heczka a jeho manželky Evy, rozené Sikorové. Příjmení si nechal v roce 1949 změnit na Hečko. V roce 1920 se rodina přestěhovala do Bystřice nad Olší, kde pracoval jako dělník.
Ve 30. letech se oženil a měl dceru.
Členem KSČ byl od roku 1932. V prosinci 1936 z iniciativy československé Společnosti přátel demokratického Španělska odešel jako interbrigadista do Španělska. Byl zařazen do 11. mezinárodní brigády, s níž bojoval u Madridu, Guadalajary a na Ebru; získal hodnost poručíka. V bojích byl dvakrát raněný, v září 1938 těžce; na rekonvalescenci vyslán do Francie, poté se vrátil do Československa.
Za druhé světové války působil nejprve v domácím (Ostravsko) a od roku 1939 v zahraničním komunistickém odboji v Sovětském svazu. Jako člen paradesantní brigády se na konci války zapojil do Slovenského národního povstání. 1942 absolvoval politické studium na Leninské škole a 1944 na Vojenské politické škole v Moskvě. 1942 vstoupil do československé armády v SSSR, 1942–43 prodělal kurz velitelů pěchoty a výsadkového vojska. 1944 jako velitel devítičlenné zpravodajsko-organizační skupiny partyzánského štábu při Vojenské radě 1. ukrajinského frontu měl zabezpečit přesun skupiny na okupované území českých zemí a rozvinout partyzánské boje. V září 1944 byl se skupinou vysazen na slovenském povstaleckém území na letišti Tri duby u Zvolena. Ze skupiny se zformoval partyzánský oddíl Vpřed Hečko se stal jeho velitelem, po výcviku v Brezně-Bujakově 1944–45 operoval v prostoru Strážovských vrchů, kde se spojil s postupující Rudou armádou.
Od roku 1949 se podílel na budování Československé armády (nejdřív náčelník politické správy a pak náčelník kádrové správy MNO), v níž dosáhl hodnosti generálporučíka. V roce 1954 ho armáda vyslala do Koreje jako člena československé delegace pro dohled nad dodržováním příměří. The Neutral Nations Supervisory Commission (NNSC)
Po roce 1945 byl také pověřen funkcí vedoucího tajemníka Okresního výboru KSČ v Českém Těšíně, později i předsedou Okresního národního výboru. Byl mu udělen Řád Vítězného února, Řád práce, Řád rudé hvězdy, Řád rudé zástavy, Řád republiky a další vojenská vyznamenání.
Na II. sjezdu Svazarmu v červnu 1961 byl zvolen předsedou této organizace. Ve funkci byl potvrzen i na III. sjezdu v březnu 1966 a setrval v ní do roku 1968, kdy odešel do penze. 12. sjezd KSČ ho zvolil za kandidáta Ústředního výboru Komunistické strany Československa. 13. sjezd KSČ ho ve funkci potvrdil.
Ve volbách roku 1964 byl zvolen za KSČ do Národního shromáždění ČSSR za Severomoravský kraj. V Národním shromáždění zasedal až do konce volebního období parlamentu v roce 1968.
K roku 1968 se profesně uvádí jako důchodce z obvodu Český Těšín.
Po federalizaci Československa usedl roku 1969 do Sněmovny lidu Federálního shromáždění (volební obvod Český Těšín), kde setrval do své smrti v listopadu 1969. V oficiální posmrtné vzpomínce na zasedání Federálního shromáždění se jeho názory popisují následovně: „byl oddán myšlenkám marxismu-leninismu a proletářského internacionalismu a byl upřímným přítelem Sovětského svazu, což prokázal nejenom celým svým životem, ale v minulém roce v boji proti kontrarevoluci“.